# Enikő Győri
Enikő Győri (ur. 17 lipca 1968 w Budapeszcie) – węgierska polityk i dyplomata, posłanka do Parlamentu Europejskiego VII, IX i X kadencji, wiceminister spraw zagranicznych.

## Życiorys
Ukończyła w 1992 studia ekonomiczne na Uniwersytecie Korwina w Budapeszcie. Doktoryzowała się w 2000 na tej samej uczelni. Była stypendystką Uniwersytetu Marylandu w College Park i słuchaczką w paryskiej École nationale d'administration. Od 1992 pracowała w administracji rządowej, zajmując się kwestiami integracji z Unią Europejską. Następnie w latach 1999–2003 sprawowała urząd ambasadora Węgier w Rzymie. Po powrocie z placówki zaangażowała się w działalność Fideszu (odpowiadając w partii za kwestie europejskie). Została też adiunktem na Uniwersytecie im. Loránda Eötvösa w Budapeszcie.
W wyborach europejskich w 2009 uzyskała mandat deputowanej do Parlamentu Europejskiego. Została członkinią grupy chadeckiej, a także Komisji Gospodarczej i Monetarnej. Z Europarlamentu odeszła w 2010 w związku z objęciem stanowiska sekretarza stanu w Ministerstwie Spraw Zagranicznych. Po kilku latach została powołana na ambasadora Węgier w Madrycie. W 2019 po raz drugi wybrana w skład Europarlamentu. Z powodzeniem ubiegała się o reelekcję w 2024.